# Степне (Скадовський район)
Степне — селище в Україні, у Скадовській міській громаді Скадовського району Херсонської області. Населення становить 8 осіб.

## Історія
Відповідно до Розпорядження Кабінету Міністрів України від 12 червня 2020 року № 726-р «Про визначення адміністративних центрів та затвердження територій територіальних громад Херсонської області» увійшло до складу Скадовської міської громади.
24 лютого 2022 року селище тимчасово окуповане російськими військами під час російсько-української війни.

## Населення
Згідно з переписом УРСР 1989 року чисельність наявного населення селища становила 9 осіб, з яких 5 чоловіків та 4 жінки.
За переписом населення України 2001 року в селищі мешкало 8 осіб. 100 % населення вказало своєю рідною мовою українську мову.